# Rue des Amiraux
La rue des Amiraux est une voie située dans le quartier de Clignancourt du 18e arrondissement de Paris, en France.

## Origine du nom

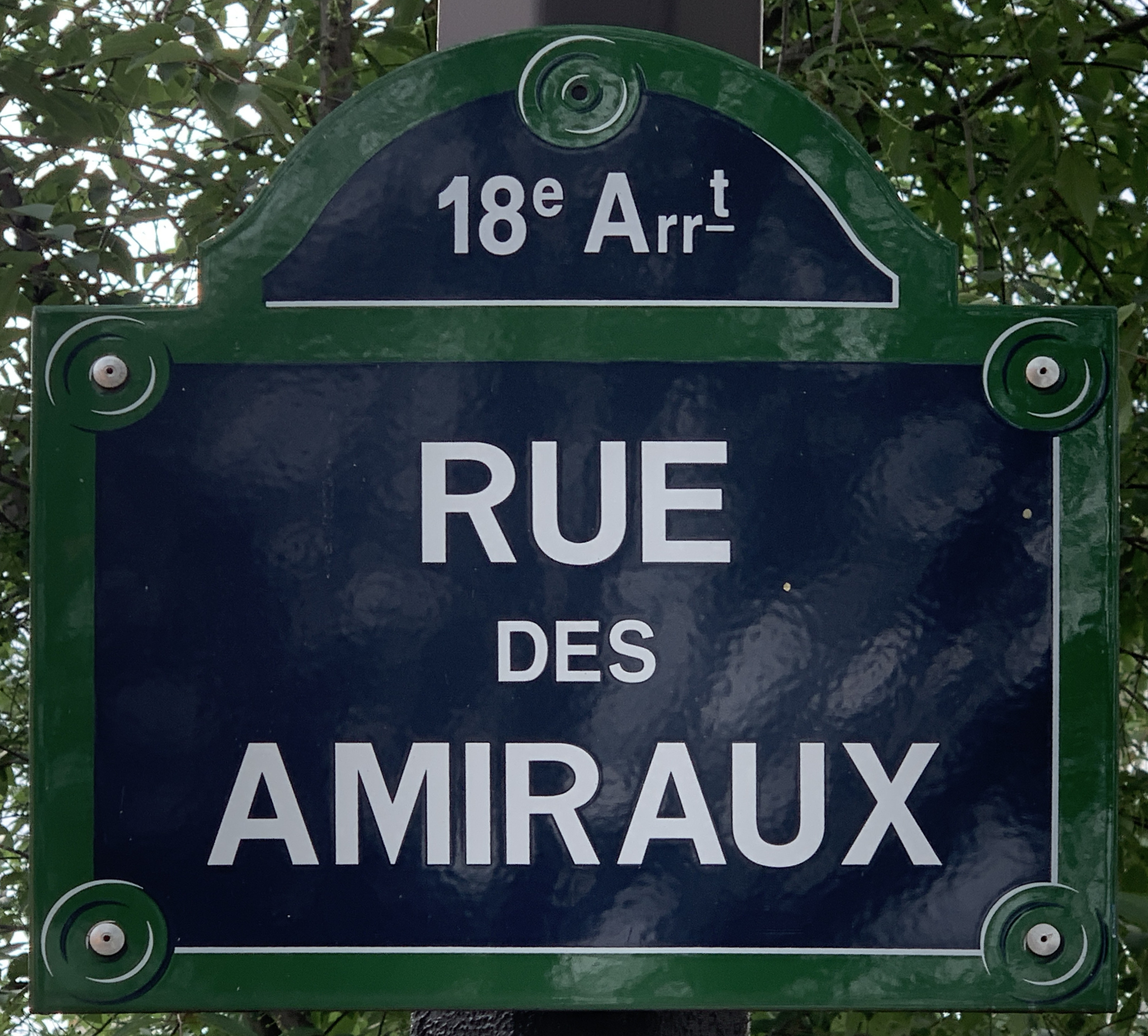
Plaque de la rue.

Elle est nommée en souvenir des amiraux qui menèrent la deuxième bataille du Bourget du 21 décembre 1870 au cours du siège de Paris lors de la guerre franco-prussienne.

## Historique
Cette rue est ouverte, en absorbant la rue des Vosges et l'impasse des Vosges, sous sa dénomination actuelle par un arrêté du 10 novembre 1873. 
Par un décret du 18 février 1922, elle est prolongée sur une longueur de 106 mètres environ à partir de la rue de Clignancourt en absorbant l'impasse de Clignancourt. Cette partie prend la dénomination de rue des Amiraux par un arrêté du 23 août 1926.

## Bâtiments remarquables et lieux de mémoire
- La piscine des Amiraux de l'architecte Henri Sauvage.
- Au no 22 : école maternelle Sainte-Marie (groupe scolaire privé confessionnel La Madone)[2].